# 10 de abril
El 10 de abril es el 100.º (centésimo) día del año en el calendario gregoriano y el 101.º en los años bisiestos. Quedan 265 días para finalizar el año.

## Acontecimientos
- 1710: en Gran Bretaña, entra en vigencia la primera ley sobre copyright, el Estatuto de Ana.
- 1815: en las islas menores de la Sonda (Indonesia) entra en erupción el volcán Tambora, dejando un saldo de 82 000 víctimas fatales.
- 1825: en Hawái se abre el primer hotel.
- 1864: en México, el archiduque Maximiliano de Habsburgo es nombrado emperador de México.
- 1865: en Madrid la policía desata una represión sangrienta contra protestas estudiantiles de la Universidad Central de Madrid. (Noche de San Daniel).
- 1868: se estrena el Un réquiem alemán (Ein deutsches requiem) de Johannes Brahms.
- 1869: en Guáimaro, Camagüey, se redacta la primera Constitución de la República de Cuba.
- 1882: en Buenos Aires se inaugura el primer Congreso Pedagógico celebrado en América Latina.
- 1892: en Cuba, José Martí funda el Partido Revolucionario Cubano (PRC).
- 1899: en Sevilla (España) tiene lugar el primer ensayo español del telégrafo sin hilos.
- 1905: en la calle de Caishikou, en la ciudad de Pekín (China) sucede la ejecución (mediante la muerte por mil cortes) de Fu-zhu-li, condenado por matar a un príncipe. Doce fotografías de esta ejecución recorrerán el mundo como tarjetas postales.[1]
- 1912: el transatlántico Titanic sale del puerto de Southampton (Reino Unido) con destino a Nueva York (Estados Unidos).
- 1919: en México es asesinado Emiliano Zapata, uno de los líderes de la Revolución Mexicana.
- 1925: en Nueva York (Estados Unidos) se publica por primera vez la novela The Great Gatsby, de F. Scott Fitzgerald.
- 1928: en Montevideo (Uruguay) se inaugura el Salus Football Club.
- 1932: en Alemania, el presidente Paul von Hindenburg es reelecto, derrotando por amplia mayoría a Adolf Hitler en la tercera y la última elección presidencial de Alemania (de carácter popular).
- 1948: en la aldea de Deir Yassin, en las afueras al oeste de Jerusalén, decenas de hombres de las bandas terroristas israelíes Irgún y Leji atacan a la población civil, secuestran a 254 pobladores ―entre ellos 30 bebés―, violan a las mujeres y las niñas, y los asesinan (masacre de Deir Yassin).
- 1953: en Nueva York se estrena House of Wax, la segunda película 3-D producida por las grandes compañías cinematográficas, tan solo dos días después de que se estrenó la primera, "Man in the dark" (en inglés), el 8 de abril de 1953, de la Columbia Pictures. Incluso en 1922 se proyectó un largometraje en cine 3D.
- 1970: Paul McCartney anuncia la separación de The Beatles.
- 1970: el cantautor británico Elton John, publica su segundo álbum de estudio, Elton John.
- 1972: Oberdan Sallustro, cargo del Grupo Fiat, luego de 20 días de secuestro en Buenos Aires, es ejecutado por guerrilleros del ERP.
- 1974: Golda Meir renuncia como primer ministro de Israel. La reemplaza Yitzhak Rabin.
- 1982: alrededor de 300.000 personas llenan la Plaza de Mayo en respaldo a la reocupación argentina de Malvinas.
- 1992: en la ciudad de Maraghar (República de Nagorno Karabaj), en el marco de la Guerra de Nagorno Karabaj y en venganza por la masacre de Khojaly, soldados del ejército de Azerbaiyán asesinan a 45 armenios y secuestran a 100 mujeres y niños. (Masacre de Maraghar).
- 1992: se inaugura el actual edificio de la Biblioteca Nacional de Argentina.
- 1994: se celebran en Argentina las elecciones a la Convención Nacional Constituyente de 1994 encargada de la reforma parcial de la constitución.
- 1995: en Colombia se estrenan dos nuevos canales de televisión: R.T.I. y Colombiana de Televisión.
- 1998: en Belfast (Irlanda del Norte) se firma el Acuerdo de Viernes Santo.
- 2003: se produce el saqueo del Museo Nacional de Bagdad en el curso de la invasión de Irak de 2003.
- 2007: en Argentina se estrena la telenovela Patito Feo.
- 2008: se lanza Mario Kart Wii, un videojuego de carreras para las plataformas de Wii. Esta entrega se convierte en la más vendida de la serie Mario Kart y aquí apareció por primera vez el accesorio Wii Wheel.
- 2009: se crea la página de programación competitiva Codeforces.
- 2010: se estrella un avión Túpolev Tu-154, durante la maniobra de aterrizaje en la base aérea de Smolensk, falleciendo todos sus ocupantes, entre ellos el presidente polaco Lech Kaczyński y la cúpula militar del ejército polaco.
- 2010: se inaugura el puente atirantado Príncipe de Viana en Lérida.
- 2011: en Perú, se desarrolla la primera vuelta de las elecciones generales. Los candidatos Ollanta Humala y Keiko Fujimori, pasan a la segunda vuelta.
- 2013: en Uruguay se aprueba la Ley de matrimonio igualitario.
- 2014: en Nicaragua, un terremoto de 6.2 grados en la escala Richter, con epicentro en el lago de Managua, causa 1 muerto, 38 heridos y varias casas dañadas en los departamentos de León y Managua.
- 2016: en Perú, se lleva a cabo la primera vuelta de las elecciones generales, en la cual pasaron a la segunda vuelta Keiko Fujimori y Pedro Pablo Kuczynski.
- 2019: el consorcio internacional Event Horizon Telescope presentó la primera imagen jamás capturada de un agujero negro ubicado en el centro de la galaxia M87.
- 2020: la banda neoyorquina The Strokes lanza The New Abnormal, tras 7 años de ausencia.
- 2022: se llevaron a cabo las elecciones presidenciales en Francia, Emmanuel Macron y Marine Le Pen pasaron a segunda vuelta.

## Nacimientos
- 1267: Jaime II de Aragón, rey de Aragón, Valencia, Sicilia, Cerdeña, Córcega, Conde de Barcelona (f. 1327).
- 1512: Jacobo V, rey escocés entre 1513 y 1542 (f. 1542).
- 1583: Hugo Grocio, jurista, escritor y poeta neerlandés (f. 1645).
- 1651: Ehrenfried Walther von Tschirnhaus, matemático e inventor alemán (f. 1708).
- 1663: Fray Francisco de Berganza y Arce, religioso e historiador español (f. 1738).
- 1755: Samuel Hahnemann, médico alemán, creador de la homeopatía (f. 1843).
- 1778: William Hazlitt, escritor británico (f. 1830).
- 1782: Antonia Santos, revolucionaria colombiana (f. 1819).
- 1783: Hortensia de Beauharnais, reina neerlandesa (f. 1837).
- 1789: Leona Vicario, figura de la independencia mexicana (f. 1842).
- 1794: Matthew Calbraith Perry, oficial naval estadounidense (f. 1858).
- 1827: Lewis Wallace, militar, político y escritor estadounidense (f. 1905).
- 1829: William Booth, religioso británico, fundador del Ejército de Salvación (f. 1912).
- 1838: Nicolás Salmerón, filósofo y político español (f. 1908).
- 1839: Epifanio Mejía, poeta colombiano (f. 1913).
- 1846: Alexandre de Serpa Pinto, explorador y soldado portugués (f. 1900).
- 1847: Joseph Pulitzer, periodista estadounidense (f. 1911).
- 1857: Henry Dudeney, matemático británico (f. 1930).
- 1858: Pedro Ibarra Ruiz, arqueólogo, investigador, escritor y pintor español (f. 1934).
- 1860: María Augusta Generoso Estrela. Fue la primera mujer latinoamericana y la primera brasileña médica.
- 1864: Eugen d'Albert, pianista y compositor alemán de origen británico (f. 1932).
- 1866: José Antonio Lezcano y Ortega, arzobispo nicaragüense (f. 1952).
- 1867: George William Russell, escritor, poeta y pintor irlandés (f. 1935).
- 1868: George Arliss, actor británico (f. 1946).
- 1877: Guillermo Rubio Navarrete, militar mexicano (f. 1949).
- 1878: Carlos Ruano Llopis, pintor español (f. 1950).
- 1880: Hans Purrmann, escultor alemán (f. 1966).
- 1880: Montague Summers, sacerdote y erudito británico (f. 1948).
- 1883: Daniel Llorente Federico, obispo español (f. 1971).

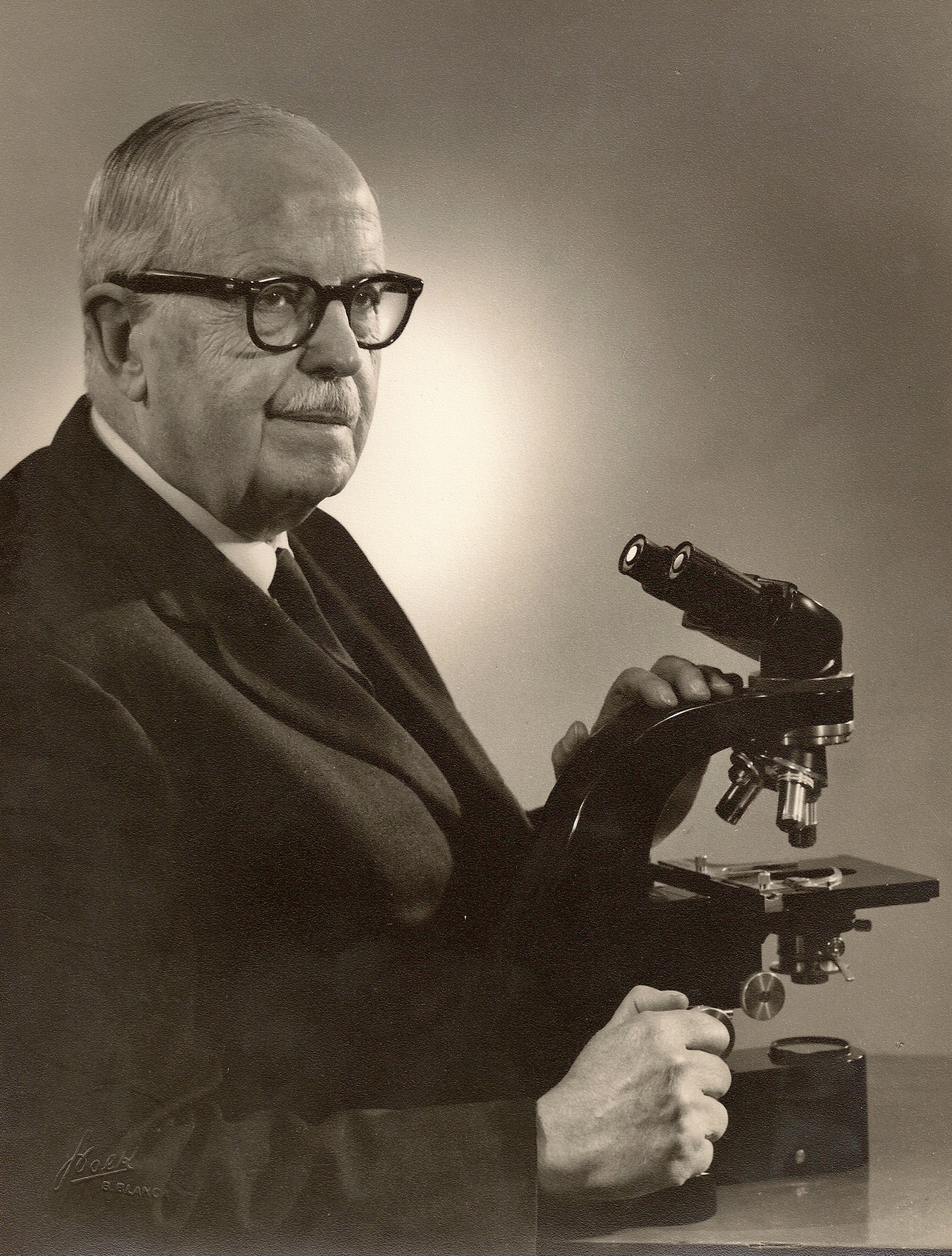
Bernardo Houssay.

- 1887: Bernardo Houssay, médico, biólogo y fisiólogo argentino, premio nobel de medicina en 1947 (f. 1971).
- 1889: Louis Rougier, filósofo francés (f. 1982).
- 1894: Ben Nicholson, pintor británico (f. 1982).
- 1899: Martha Salotti, educadora y escritora argentina (f. 1980).
- 1904: Manuel Beiras, intelectual y político español (f. 1996).
- 1906: Miguel de Molina, artista de flamenco español (f. 1993).
- 1907: Germán Suárez Flamerich, presidente venezolano (f. 1990).
- 1910: Helenio Herrera, futbolista y entrenador argentino (f. 1997).
- 1910: Paul Sweezy, economista estadounidense (f. 2004).
- 1911: José Luis Sáenz de Heredia, director de cine y guionista español (f. 1992).
- 1911: Tulio Marambio, militar chileno (f. 1999).
- 1913: Stefan Heym, escritor alemán (f. 2001).
- 1915: Harry Morgan, actor estadounidense. (f. 2011).
- 1916: Lee Jung-seob, pintor coreano (f. 1956).
- 1917: Robert Burns Woodward, químico estadounidense, premio nobel de química en 1965 (f. 1979).

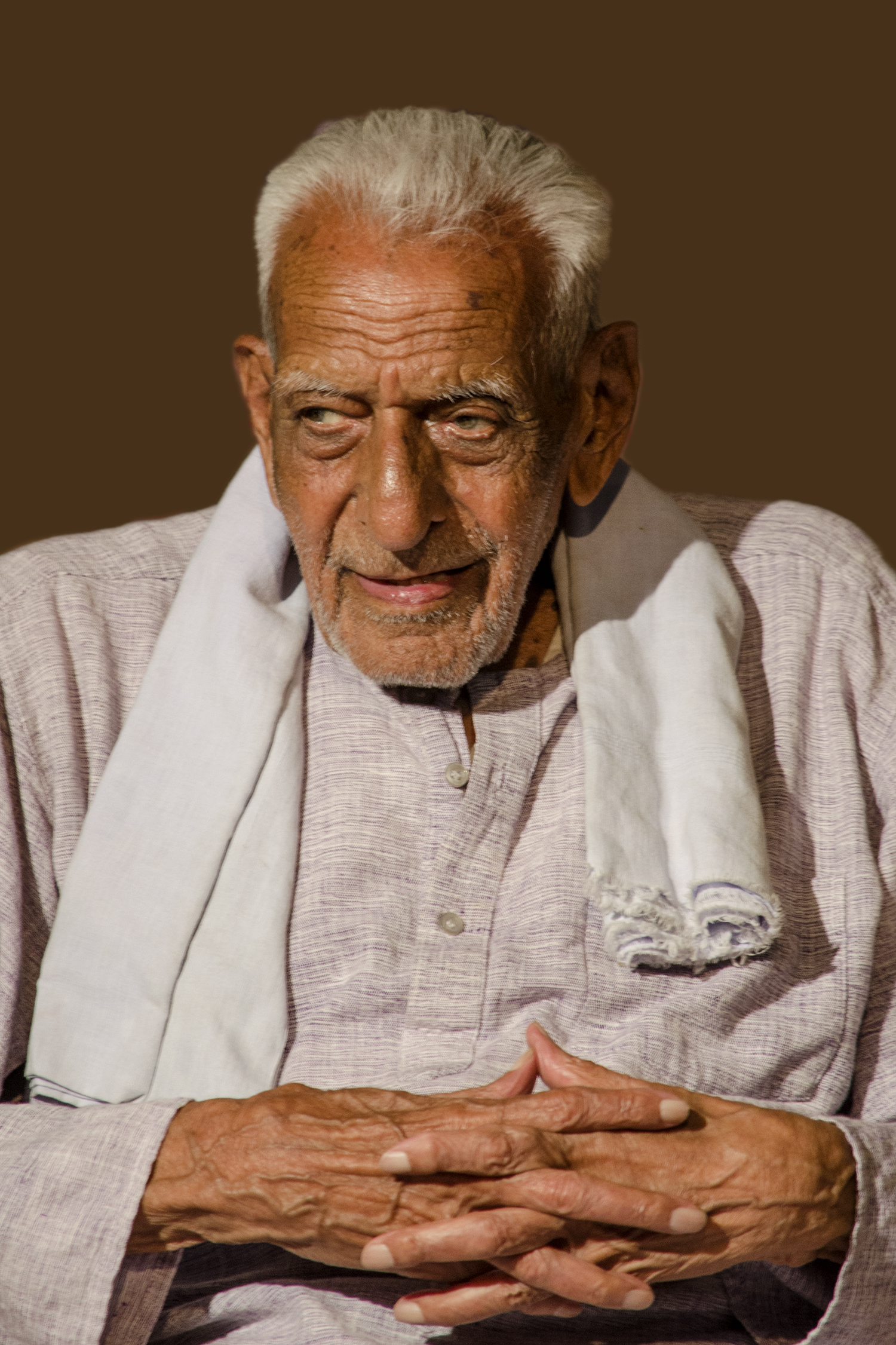
H. S. Doreswamy.

- 1918: H. S. Doreswamy, activista y periodista indio (f. 2021).
- 1918: Myriam de Urquijo, actriz argentina. (f. 2011).
- 1918: Lee Bergere, actor estadounidense. (f, 2007).
- 1921: Chuck Connors, actor estadounidense (f. 1992).
- 1921: Nina Onilova, militar soviética (f. 1942).
- 1924: Kenneth Noland, pintor estadounidense (f. 2010).
- 1925: Roberto Coll, fue un futbolista argentino.  (f. 2013).
- 1926: Marshall Warren Nirenberg, bioquímico estadounidense, premio nobel de medicina en 1968 (f. 2010).
- 1926: Carlos Alberto Raffo, futbolista argentino (f. 2013).
- 1929: Max von Sydow, actor sueco-francés (f. 2020).
- 1929: Mike Hawthorn, piloto de automovilismo británico. (f. 1959).
- 1930: Claude Bolling, pianista francés (f. 2020).
- 1930: Norma Candal, actriz puertorriqueña (f. 2006).
- 1930: Dolores Huerta, sindicalista estadounidense.
- 1931: Luis Izquierdo, compositor español.
- 1931: Rafael Solano, músico y compositor dominicano.
- 1932: Omar Sharif, actor egipcio (f. 2015).
- 1932: Juan Apolonio Vairo, futbolista argentino.
- 1933: Chelo Alonso, actriz cubana (f. 2019).
- 1934: Theo Constante, maestro, pintor, muralista y escultor ecuatoriano (f. 2014).
- 1934: Carel Godin De Beaufort, piloto neerlandés de automovilismo (f. 1964).
- 1935: Álvaro de Luna, actor español (f. 2018).
- 1936: John Madden, jugador y entrenador estadounidense de fútbol americano (f. 2021).
- 1937: Manuel Ruiz Sosa, futbolista español (f. 2009).
- 1937: Bela Ajmadúlina, poetisa rusa (f. 2010).
- 1937: Emile Barron, futbolista surinamés (f. 2015).
- 1940: Carlos Manuel Varela, director de teatro, dramaturgo, gestor cultural y profesor uruguayo (f. 2015).
- 1941: Paul Theroux, escritor estadounidense.
- 1942: Ian Callaghan, futbolista británico.
- 1943: Julio Estrada, compositor mexicano.
- 1945: Rosa María Lobo, cantante española.

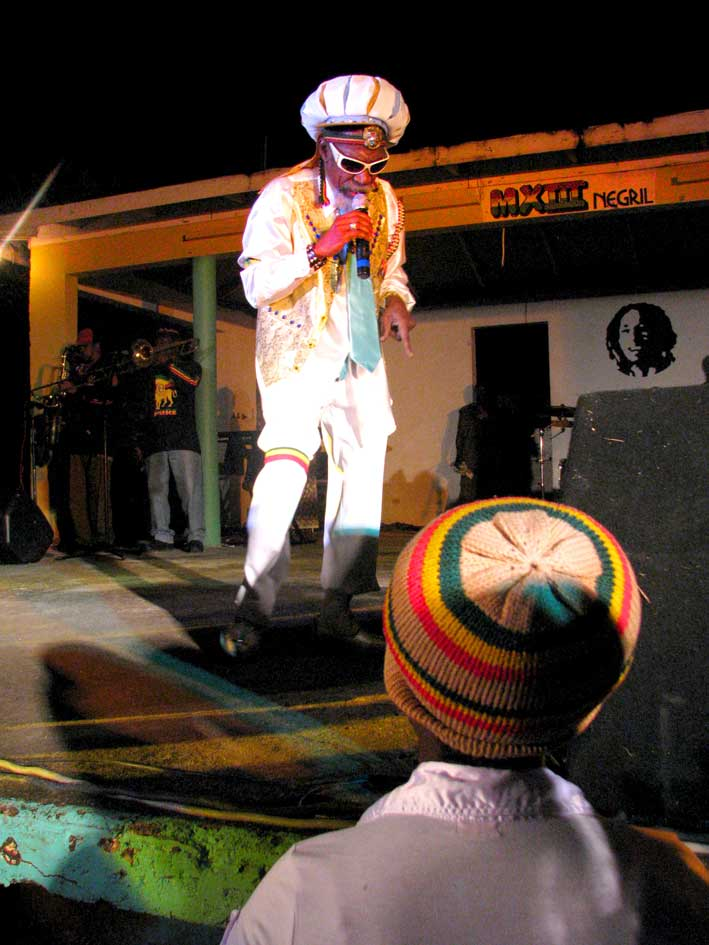
Bunny Wailer

- 1945: Shirley Walker, compositora estadounidense (f. 2006).
- 1946: David Angell, productor de televisión estadounidense. (f. 2001).
- 1947: Jaap ter Linden, director de orquesta y violonchelista neerlandés.
- 1947: Bunny Wailer, músico jamaicano (f. 2021).
- 1949: Silvia Baylé, actriz argentina.
- 1949: Gregory Nava, cineasta estadounidense.
- 1950: Eddie Hazel, guitarrista estadounidense de la banda The Temptations (f. 1992).
- 1950: Antonio Lazcano Araujo, científico mexicano.
- 1951: Kork Ballington, piloto de motociclismo sudafricano.
- 1952: Steven Seagal, actor estadounidense.

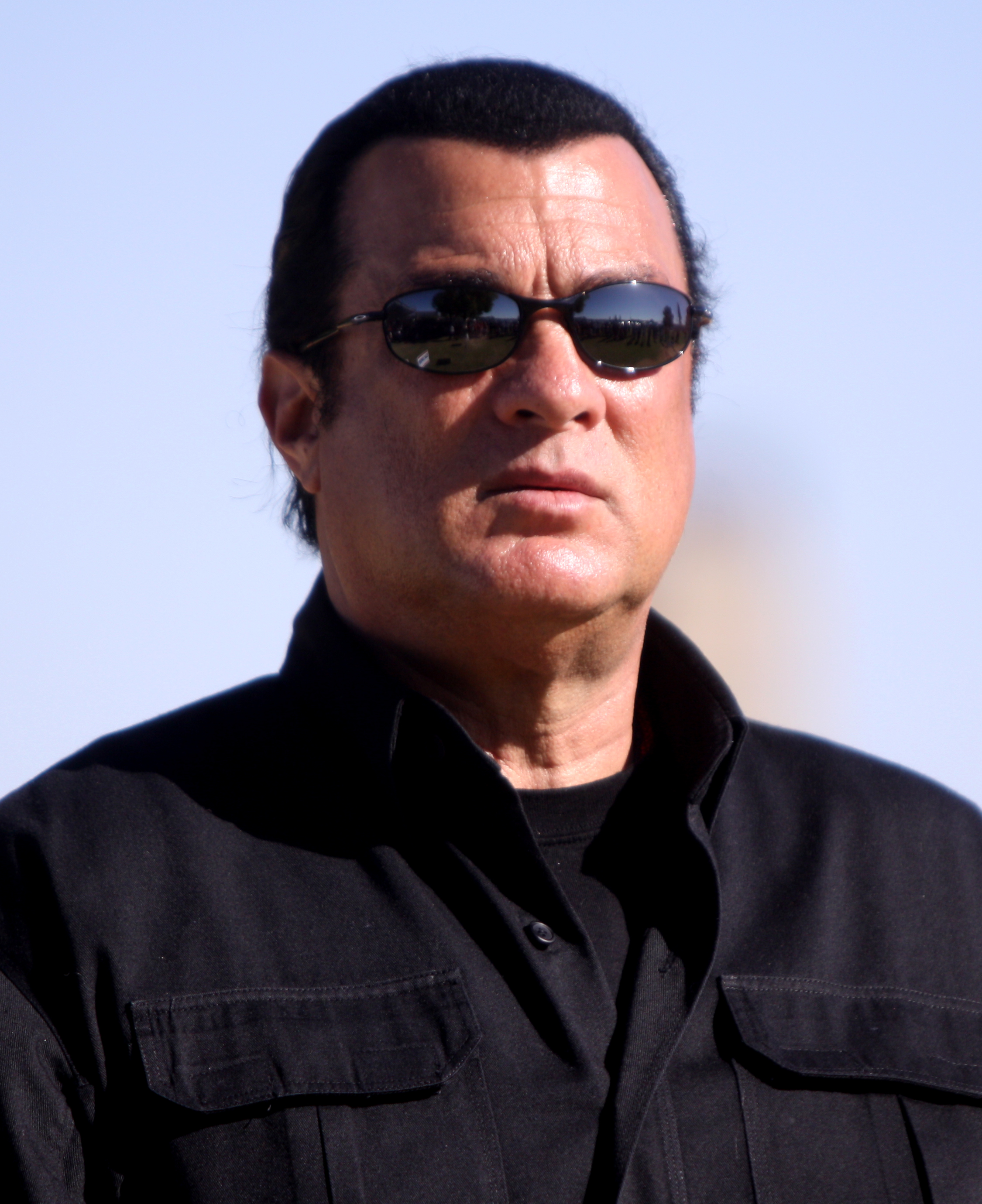

- 1952: Hugo Broos, futbolista belga.
- 1954: Paul Bearer, mánager estadounidense (f. 2013).
- 1954: Peter MacNicol, actor estadounidense.
- 1957: Steve Gustafson, bajista estadounidense, de la banda 10,000 Maniacs.
- 1958: Babyface (Kenneth Edmonds), músico estadounidense.
- 1958: Bob Bell, ingeniero británico de Fórmula 1.
- 1958: Victor Hugo Palma, sacerdote, profesor y obispo guatemalteco.
- 1959: Brian Setzer, compositor y guitarrista estadounidense, de las bandas Stray Cats y The Brian Setzer Orchestra.
- 1960: Katrina Leskanich, cantante estadounidense, de la banda Katrina & The Waves.
- 1960: Steve Bisciotti, ejecutivo y mánager deportivo estadounidense.
- 1960: Claudia Piñeiro, escritora y guionista argentina.
- 1962: Iñaki Salvador, músico, pianista y compositor vasco.
- 1963: Warren DeMartini, guitarrista estadounidense, de la banda Ratt.
- 1963: Mark Oliver Everett, músico estadounidense, de la banda Eels.
- 1963: Bicho Gómez, comediante y actor argentino.
- 1963: Doris Leuthard, consejera federal suiza.
- 1964: Claudio Barragán, futbolista español.
- 1964: Alan Wren, baterista británico, de la banda The Stone Roses.
- 1965: Tim Alexander, músico estadounidense, de la banda Primus.
- 1965: Kepa Junkera, cantautor y músico español.
- 1968: Orlando Jones, actor y comediante estadounidense.
- 1968: Luis Machín, actor argentino.
- 1970: Matt Barlow, vocalista estadounidense de la banda Iced Earth.
- 1970: María O'Donnell, periodista y politóloga argentina.
- 1970: Q-Tip, rapero y actor estadounidense.
- 1971: Silvia Abril, actriz y cómica española.
- 1972: Toni Acosta, actriz española.
- 1973: Guillaume Canet, actor francés.
- 1973: Roberto Carlos, futbolista brasileño.
- 1973: Aidan Moffat, músico británico de la banda Arab Strap.
- 1973: Cynthia Ottaviano, periodista, docente, doctora en Comunicación, investigadora y ensayista argentina.
- 1974: Andrés Guglielminpietro, futbolista y entrenador argentino.
- 1974: Goce Sedloski, futbolista macedonio.
- 1974: Andreas Andersson, futbolista sueco.

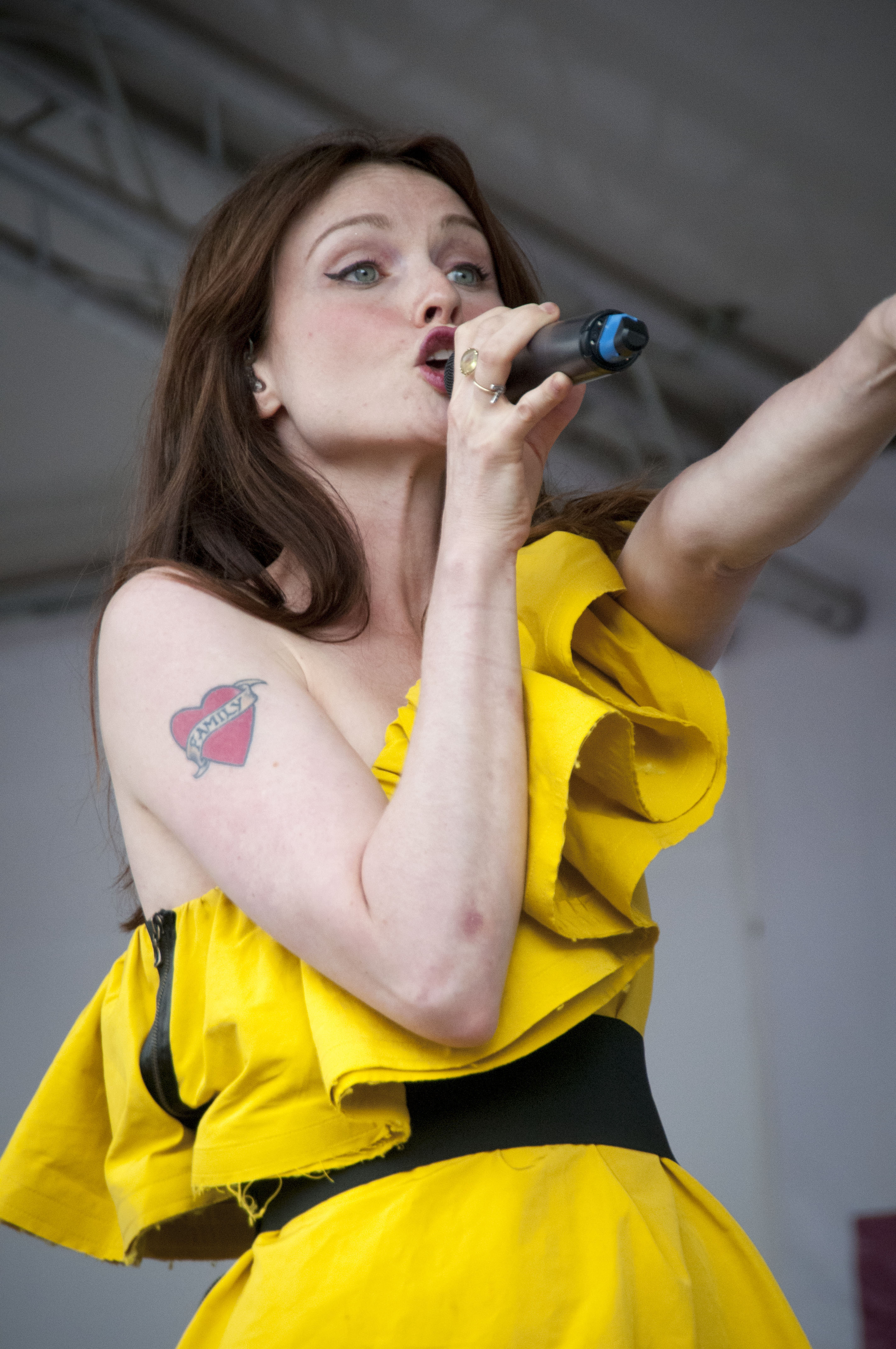
Sophie Ellis-Bextor

- 1975: Chris Carrabba, cantante estadounidense de la banda Dashboard Confessional.
- 1975:  David Harbour, actor estadounidense.
- 1977: Stephanie Sheh, actriz de voz estadounidense.
- 1979: Rachel Corrie, activista estadounidense (f. 2003).
- 1979: Sophie Ellis-Bextor, cantante británica de pop-dance.
- 1980: Marina Heredia, cantaora flamenca española.
- 1980: Charlie Hunnam, actor británico.
- 1980: Bryce Soderberg, bajista estadounidense de origen canadiense, de la banda Lifehouse.
- 1980: Ingrid Hjelmseth, futbolista noruega.
- 1981: Michael Pitt, actor estadounidense.
- 1981: José Vega Díez, futbolista español.
- 1981: Abdoulaye Diawara, futbolista marfileño (f. 2024).
- 1982: Chyler Leigh, actriz estadounidense.
- 1982: Ibrahim Kargbo, futbolista sierraleonés.
- 1982: Eduardo Valverde, futbolista costarricense.
- 1982: Filip Polc, ciclista eslovaco.
- 1982: Aleksandr Arekeyev, ciclista ruso.
- 1983: Jamie Chung, actriz estadounidense.
- 1983: Ryan Merriman, actor estadounidense.
- 1983: Gilme, cantante surcoreana.
- 1983: Igor Žofčák, futbolista eslovaco.
- 1983: Fumiyuki Beppu, ciclista japonés.
- 1984: Mandy Moore, cantante y actriz estadounidense.
- 1984: Gonzalo Javier Rodríguez, futbolista argentino.
- 1984: Cara DeLizia, actriz estadounidense.
- 1984: Jorge Troiteiro, futbolista español.
- 1984: David Kemp, ciclista australiano.
- 1985: Evelyn Herrera, cantante de música cristiana.
- 1985: Jesús Gámez, futbolista español.
- 1986: Fernando Gago, futbolista y entrenador argentino.
- 1986: Corey Kluber, beisbolista estadounidense.
- 1986: Vincent Kompany, futbolista belga.
- 1986: Paula Reca, actriz argentina.
- 1987: Shay Mitchell, actriz y modelo canadiense.
- 1987: Hayley Westenra, cantante, pianista, guitarrista, violinista, flautista, de origen neozelandés.
- 1987: Itahisa Machado, modelo y actriz de origen española.
- 1987: José Manuel Rojas Olmedo, futbolista español.
- 1988: Haley Joel Osment, actor estadounidense.
- 1988: Egor Filipenko, futbolista bielorruso.
- 1988: Ivan Kecojević, futbolista montenegrino.
- 1989: Thomas Heurtel, baloncestista francés.
- 1989: Cristina Mason, actriz mexicana.
- 1989: Cole Grossman, futbolista estadounidense.
- 1989: Jón Fjóluson, futbolista islandés.
- 1989: Ivan Čeliković, futbolista croata (f. 2023).
- 1989: Nurudeen Orelesi, futbolista nigeriano.
- 1989: Ángel Montoro, balonmanista español.
- 1989: Guillermo Pacheco, futbolista chileno.
- 1990: Alex Pettyfer, actor y modelo británico.
- 1990: Sarah Dumont, actriz y modelo estadounidense.

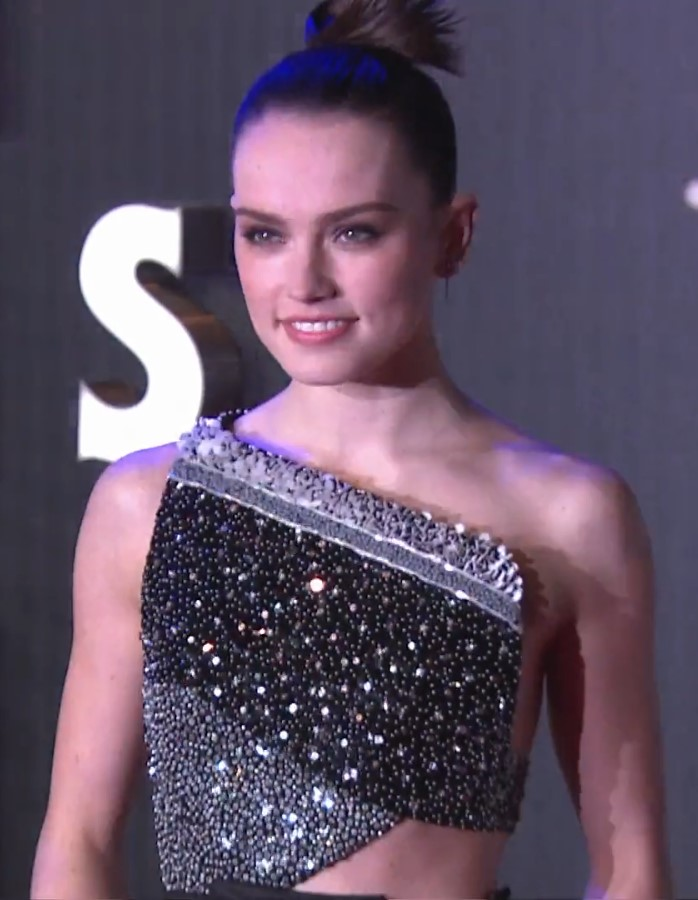
Daisy Ridley

- 1991: Amanda Michalka, cantante y actriz estadounidense.
- 1991: Nicola Pasini, futbolista italiano.
- 1991: Yves Lampaert, ciclista belga.
- 1992: Sadio Mané, futbolista senegalés.
- 1992: Daisy Ridley, actriz británica.
- 1992: Andriy Hovorov, nadador ucraniano.
- 1992: Elias Van Breussegem, ciclista belga.
- 1993: Sofia Carson, actriz, bailarina y cantante estadounidense.
- 1993: Román Martinangeli, futbolista argentino.
- 1995: Sory Kaba, futbolista guineano.
- 1995: Ricardo John, futbolista trinitense.
- 1995: Matteo Fabbro, ciclista italiano.
- 1995: Nadir Colledani, ciclista italiano.
- 1996: Andreas Christensen, futbolista danés.
- 1996: Loïc Nottet, cantante belga.
- 1996: Noam Baumann, futbolista suizo.
- 1996: Martín Abundis, futbolista mexicano.
- 1996: Pauline Bremer, futbolista alemana.
- 1996: Lucas Eriksson, ciclista sueco.
- 1996: Salem Al-Hajri, futbolista catarí.
- 1996: Denis Vavro, futbolista eslovaco.
- 1996: Petra Nardelli, atleta italiana.
- 1996: Ramiro Cristóbal, futbolista uruguayo.
- 1997: Matheus Jesus, futbolista brasileño.
- 1997: Vladislav Vasiliev, futbolista kazajo.
- 1997: Meinhard Olsen, futbolista feroés.
- 1997: Yumi Kajihara, ciclista japonesa.
- 1998: Rubén Enri García, futbolista español.
- 1998: Pep Chavarría, futbolista español.
- 1998: Fiódor Chálov, futbolista ruso.
- 1998: Florinel Coman, futbolista rumano.
- 1998: Gytis Masiulis, baloncestista lituano.
- 1998: Bekzad Nurdauletov, boxeador kazajo.
- 1999: Loan His, gimnasta artística francesa.
- 1999: Janum Veliyeva, luchadora rusa.
- 1999: Paulina Martínez, yudoca mexicana.
- 1999: Tahnoon Al-Zaabi, futbolista emiratí.
- 2000: Melwin Pantzar, baloncestista sueco.
- 2000: Jumma Miyazaki, futbolista japonés.
- 2000: Tsubasa Terayama, futbolista japonés.
- 2000: Lorenzo José González, futbolista hispano-suizo.
- 2000: Percy Liza, futbolista peruano.
- 2000: Gustaf Lagerbielke, futbolista sueco.
- 2001: Noa Kirel, cantante y bailarina israelí.
- 2001: María Méndez, futbolista española.
- 2001: Kevin Carlos, futbolista español.
- 2001: Iván Romero, futbolista español.
- 2001: Zhirayr Shaghoyan, futbolista armenio.
- 2001: Lukáš Červ, futbolista checo.
- 2002: Ava Michelle, actriz, cantante, bailarina y modelo estadounidense.
- 2002: Abdoulaye Ndiaye, futbolista senegalés.
- 2003: Hákon Arnar Haraldsson, futbolista islandés.
- 2007: Ariane de Orange-Nassau, princesa de los Países Bajos.
- 2008: Isabella García, actriz colombiana.

## Fallecimientos
- 879: Luis II el Tartamudo, rey francés (n. 846).
- 1008: Notker de Lieja, religioso suizo (n. 940).
- 1309: Elisabeth von Rapperswil, condesa suiza. (n. c. 1261).
- 1533: Federico I, rey danés y noruego (n. 1471).
- 1585: Gregorio XIII, papa católico italiano (n. 1502).
- 1786: John Byron, navegante y explorador británico. (n. 1723).
- 1813: Joseph-Louis de Lagrange, matemático francés nacido en Italia (n. 1736).
- 1885: Johannes Henricus Scholten, teólogo neerlandés (n. 1811).
- 1890: Aurelio Saffi, político y patriota italiano (n. 1819).
- 1899: Mariano de la Bárcena, botánico, naturalista e ingeniero mexicano (n. 1842).
- 1900: Miguel Blanco Múzquiz, militar, abogado y político mexicano (n. 1817).
- 1902: Bartomeu Robert, médico y político español (n. 1842).
- 1909: Algernon Charles Swinburne, poeta británico (n. 1837).
- 1919: Emiliano Zapata, revolucionario mexicano (n. 1879).
- 1920: Moritz Cantor, matemático alemán (n. 1829).
- 1931: Yibrán Jalil Yibrán, poeta, pintor, novelista y ensayista libanés (n. 1883).
- 1931: Lisandro Alvarado, médico, naturalista, historiador, etnólogo y lingüista venezolano (n. 1858).
- 1938: Joe King Oliver, músico estadounidense de jazz (n. 1885).
- 1945: Johan de Haas, escritor y anarquista neerlandés (n. 1897).
- 1954: Auguste Lumière, cineasta francés (n. 1862).
- 1955: Pierre Teilhard de Chardin, paleontólogo, sacerdote y filósofo francés (n. 1881).
- 1960: Humberto Sosa Molina, militar y político argentino (n. 1893).
- 1962: Stuart Sutcliffe, bajista británico, de la banda The Beatles (n. 1940).
- 1962: Michael Curtiz, cineasta húngaro-estadounidense (n. 1886).
- 1966: Evelyn Waugh, novelista británico (n. 1903).
- 1969: Fernando Ortiz Fernández, antropólogo cubano (n. 1881).
- 1969: Harley Earl, diseñador de autos estadounidense (n. 1893).
- 1975: Marjorie Main, actriz estadounidense (n. 1890).
- 1975: Walker Evans fotógrafo estadounidense (n. 1903).
- 1976: Venancio Muro, actor español (n. 1928).
- 1976: Ramón Otero Pedrayo, escritor español (n. 1888).
- 1979: Nino Rota, compositor italiano (n. 1911).
- 1980: Piotr Masherov, político soviético de origen bielorruso (n. 1919).
- 1985: Eusebio Sempere, artista español (n. 1923).
- 1991: Kevin Peter Hall, actor estadounidense (n. 1955).
- 1991: Juan Morales Rojas, escritor español (n. 1918).
- 1991: Natalie Schafer, actriz estadounidense (n. 1900).
- 1991: Wu Yin, actriz china (n. 1909).
- 1992: Peter Dennis Mitchell, bioquímico británico (n. 1920).
- 1994: Andrés Bobe, músico y productor chileno, de la banda La Ley (n. 1962).
- 1994: Reinaldo Gorno, atleta argentino (n. 1918).
- 1995: Annie Fischer, pianista clásica húngara (n. 1914).
- 2000: Rabah Bitat, político argelino, presidente de Argelia entre 1978 y 1979 (n. 1925).
- 2001: María Ruiz-Tagle, mujer chilena, esposa del presidente Eduardo Frei-Montalva (n. 1913).
- 2002: Yuji Hyakutake, astrónomo japonés (n. 1950).
- 2003: Chumy Chúmez, humorista español (n. 1927).
- 2003: Little Eva, cantante estadounidense (n. 1943).
- 2003: Aurelio Suárez, pintor español (n. 1910).
- 2005: Horacio Casarín, futbolista mexicano (n. 1918).
- 2005: Jorge Sobral, cantante, autor, director teatral y actor argentino (n. 1931).
- 2008: Ernesto Corripio Ahumada, cardenal mexicano (n. 1919).
- 2009: Alberto Dou Mas de Xaxàs, matemático español (n. 1915).
- 2010: Lech Kaczyński, político y presidente polaco entre 2005 y 2010 (n. 1949).
- 2010: Ryszard Kaczorowski, presidente polaco en el exilio (n. 1919).
- 2010: Maciej Płażyński, político y abogado polaco (n. 1958).
- 2010: Jerzy Szmajdziński, político polaco (n. 1952).
- 2010: Maria Kaczyńska, primera dama polaca (n. 1942).
- 2012: Barbara Buchholz, música, ejecutante de teremín y compositora alemana (n. 1959).
- 2012: Hugo Henríquez, cantante ecuatoriano (n. 1941).
- 2012: Alberto Merlo, guitarrista y compositor argentino (n. 1931).
- 2013: Robert Edwards, biólogo y fisiólogo británico, premio nobel de medicina en 2010 (n. 1925).
- 2014: Dominique Baudis, político francés (n. 1947).
- 2020: Gus Rodríguez, periodista mexicano (n. 1958).
- 2021: Edward Cassidy, cardenal australiano (n. 1924).
- 2023: Fernando Sánchez Dragó, escritor y periodista español (n. 1936).
- 2024:  O. J. Simpson, actor y jugador de fútbol americano estadounidense (n. 1947).
- 2025: Leo Beenhakker, futbolista y entrenador neerlandés (n. 1942).

## Celebraciones
- Día Mundial de la Ciencia y la Tecnología.[2]
Fue establecido en 1982 por la Conferencia General de la UNESCO, en honor al nacimiento del Dr. Bernardo Houssay (n. en Buenos Aires, 10 de abril de 1887), médico y farmacéutico argentino, Premio Nobel de Medicina en 1947, por sus descubrimientos científicos y médicos.

- Día Internacional de la Homeopatía.
En conmemoración al nacimiento del Dr. Samuel Hahnemann, considerado el padre de la homeopatía.

- Día Mundial del Síndrome de West.
La celebración de esta efeméride está dedicada a visibilizar esta enfermedad, así como apoyar a los niños que padecen el Síndrome de West y a sus familiares.

- Día Internacional del Florista.
Se rinde homenaje a los artistas de la naturaleza que transforman flores en obras maestras: los floristas. Este día es una oportunidad para reconocer su dedicación, creatividad y habilidad para evocar emociones a través de colores, formas y aromas.

Por países
(Por orden alfabético)
- Argentina: 
  - Día del Investigador Científico.[3]
(en honor a Bernardo Houssay).[4]
  - Día del Sodero.[5]
Cada 10 de abril se recuerda en el país este día en coincidencia con la constitución de la Federación Argentina de Trabajadores de Aguas Gaseosas y Afines (FATAGA), el 10 de abril de 1957.
  -  Misiones: 
    - Ruiz de Montoya: Aniversario del Instituto Línea Cuchilla.
Fecha de Fundación: 10 de abril de 1962 (63 años).
    - Aniversario de Colonia Aurora.[6]
Fundación: 10 de abril de 1959 (66 años).

- Estados Unidos:
  - Día de los Hermanos.[7]
Celebración creada por Claudia Evart en 1995, fundadora de Siblings Day Foundation (SDF), organización sin fines de lucro para honrar y conmemorar a todos los hermanos y hermanas. Creado en memoria de sus dos hermanos pequeños, ambos fallecidos a edad temprana.
(en inglés: Siblings Day).
  - Día de alentar a un joven escritor.[8]
Dedicada a inspirar y apoyar a los jóvenes autores que buscan desarrollar sus habilidades de escritura y dar sus primeros pasos en el mundo literario.
(en inglés: Encourage a Young Writer Day).
  - Día Nacional de los Animales de Granja.[9]
(en inglés: National Farm Animals Day).

- Perú:
  - Día del Panificador Peruano.[10]También conocido como Día del Panadero.
La Ley N.º 24655, que declara el 10 de abril “Día del Panificador Peruano”, no solo es un reconocimiento a estas incansables jornadas de trabajo, sino que también establece medidas concretas para honrar y beneficiar a estos artesanos del sabor.

### Santoral católico

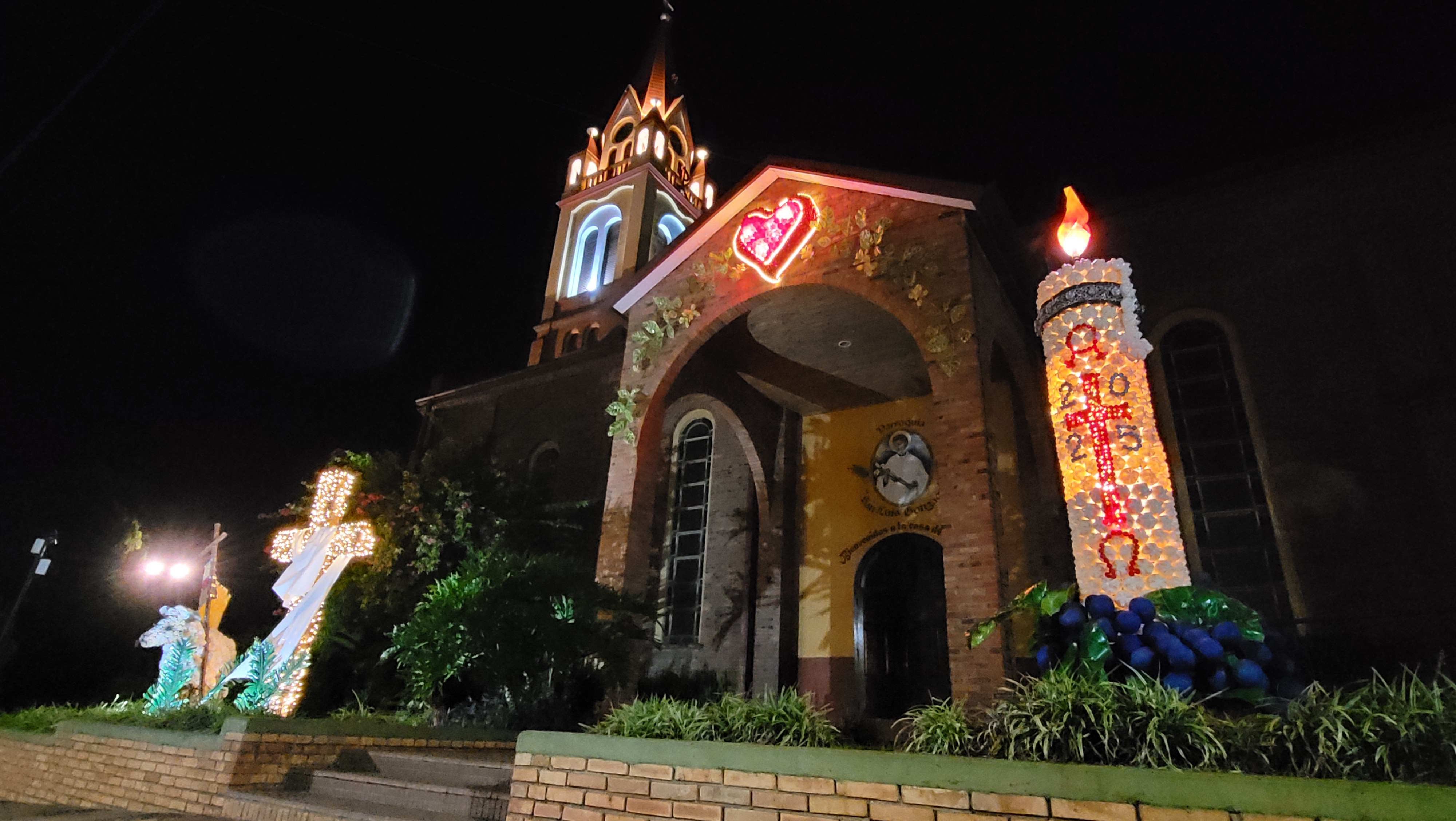
Pascuas en la Parroquia San Luis Gonzaga (Capioví, Argentina).

- San Miguel de los Santos, presbítero (1625).
- Santos mártires de Cartago (c. 250).
- San Apolonio de Alejandría, presbítero y mártir.
- San Paladio de Auxerre, obispo (658).
- San Beda el Joven, monje (c. 883).
- San Macario de Gante, peregrino (1012).
- San Fulberto de Chartres, obispo (1029).
- Beato Antonio Neyrot, presbítero y mártir (1460).
- Beato Marcos de Bolonia Fantuzzi, presbítero (1479).
- Santa Magdalena de Canossa, virgen (1855).
- Beato Bonifacio Zukowski, presbítero y mártir (1942).